# Feira do Monte
Feira do Monte (llamada oficialmente A Feira do Monte) es una villa española situada en la parroquia de Sistallo, del municipio de Cospeito, en la provincia de Lugo, Galicia.

## Demografía
| Gráfica de evolución demográfica de Feira do Monte entre 2000 y 2019 |
|                                                                      |
| Datos según el nomenclátor publicado por el INE.                     |